# Bupleureae
Bupleureae je tribus štitarki.Sastoji se od dva roda, od kojih je najvažniji zvinčac ili Bupleurum sa 211 vrsta.
Tribus je opisan 1820.

## Rodovi
1. Bupleurum L.  (211 spp.)
2. Hohenackeria Fisch. & C.A.Mey. (2 spp.)